# Vari červený
Vari červený (Varecia rubra) je druh denního lemura, vyskytující se endemicky na Madagaskaru.

## Popis
Vari červený se vyskytuje na Madagaskaru. V současné době žije pouze v oblasti Pralesů Masoala, nacházejících se na severovýchodě ostrova. Na Madagaskaru se jedná o jednoho z největších primátů vůbec. Je velký asi 115 cm (z toho 60 cm připadá na ocas) a váží zhruba 3,5 kg. 

## Chov v Zoo
Vari červený je v Česku chován ve čtyřech zoologických zahradách, a to v Zoo Ostrava, v Zoo Děčín, v Zoo Hodonín a v Zoo Jihlava.